# Wirtschafts-Postgut
Am 1. August 1954 wurde bei der Deutschen Post der DDR im Kleingutverkehr die Versandart Wirtschafts-Postgut (W-PG)  eingeführt. Seit dem 1. Januar 1959 war das Höchstgewicht für Wirtschaftspostgut und für unfreie Pakete auf 15 kg festgesetzt. Seit dem 1. August 1959 konnten gewöhnliche Pakete und Wirtschaftspostgut bis 500 Mark versichert werden.
Am 1. Januar 1967 wurde die Versandart Wirtschafts-Postgut aufgehoben, neu einführt wurden Wirtschaftspakete und Wirtschaftspäckchen.